# Christian Schwarzer
Christian „Blacky“ Schwarzer (* 23. Oktober 1969 in Braunschweig) ist ein ehemaliger deutscher Handballspieler und heutiger -trainer.

## Karriere
Christian Schwarzer begann das Handballspielen 1979 bei der TSG Bergedorf, wo er die ersten zweieinhalb Jahre im Tor stand. 1983 schloss er sich Wandsbek 72 an. Daraufhin spielte er für den VfL Fredenbeck (1987–1991), den TV Niederwürzbach (1991–1999) und den TBV Lemgo (2001–2007) in der Handball-Bundesliga mit der Rückennummer 8. Dazwischen spielte der Kreisläufer für den FC Barcelona (1999–2001) und gewann dort in seinem ersten Jahr das Triple inklusive der Champions League.
Ab der Saison 2007/08 lief er für die Rhein-Neckar Löwen auf und erreichte mit dem Verein das Finale des Europapokals der Pokalsieger. Im letzten Jahr seiner Spielerkarriere wurde er am 18. September 2008 nach der Entlassung von Juri Schewzow als Spielertrainer dessen kommissarischer Nachfolger bei den Rhein-Neckar Löwen. Zusammen mit dem kurz darauf verpflichteten Wolfgang Schwenke blieb er für die Mannschaft in seiner Doppelfunktion bis zum Ende der Saison verantwortlich.
Ab dem 1. Juli 2009 arbeitete er als Jugendkoordinator des Deutschen Handballbundes und des Handball-Verbandes Saar (HVS). Im Oktober 2011 gab der DHB bekannt, dass Schwarzer ab sofort als Bundestrainer der Junioren fungieren und somit Nachfolger von Martin Heuberger werden solle. Ende 2015 verließ Schwarzer den DHB und arbeitet seitdem beim HVS als Jugendkoordinator und Jugendtrainer.

### Nationalmannschaft
Sein erstes Länderspiel bestritt Schwarzer am 21. November 1989 in Wilhelmshaven gegen die Auswahl der DDR. Seine Länderspielkarriere beendete er nach dem Finale bei den Olympischen Spielen 2004 zunächst.
Für die Weltmeisterschaft 2007 in Deutschland signalisierte er vor der Kadernominierung Bereitschaft, wieder das Nationaltrikot zu tragen – falls „Not am Mann sei“. Zunächst befand er sich auch im 28 Spieler umfassenden Kader von Heiner Brand. Am 29. Dezember 2006 war er für den Kader der 20 WM-Spieler allerdings nicht mehr nominiert. Er kommentierte die ersten beiden Spiele der Vorrunde als Experte für das ZDF. Aufgrund einer Wadenverletzung von Andrej Klimovets wurde er jedoch während der WM nachnominiert und lief mit der Rückennummer 41 auf, die er sich von seinem Freund Dirk Nowitzki „geliehen“ hatte. Am 22. Januar 2007 feierte Schwarzer sein Comeback in der Nationalmannschaft in der WM-Vorrundenpartie gegen Polen. Schwarzers Nachfolger beim ZDF war Martin Schwalb.
Mit der Nationalmannschaft wurde er in diesem Turnier am 4. Februar 2007 Weltmeister. Für diesen Triumph wurde er mit dem Silbernen Lorbeerblatt ausgezeichnet. Nachdem er direkt nach dem Spiel bekräftigte endgültig zurückzutreten, erklärte er doch noch, dass er es für möglich hielte, an den Olympischen Spielen 2008 in Peking teilzunehmen, und sagte: „Man muss abwarten, ob ich dann noch die Power habe.“ Am 11. Juni nominierte Brand Schwarzer für Olympia, sodass er sein zweites Comeback in der Nationalmannschaft gab.
Der Reiseverkehrskaufmann Schwarzer nahm mit der deutschen Handballnationalmannschaft an sechs Welt- und fünf Europameisterschaften sowie vier Olympischen Spielen teil. Bei seinen sechs Weltmeisterschaftsteilnahmen bestritt Schwarzer insgesamt 51 Spiele. In insgesamt 319 Länderspielen (den zweitmeisten unter den deutschen Nationalspielern) erzielte er 966 Tore. Damit ist er Rekordtorschütze der deutschen Nationalmannschaft.

## Erfolge als Spieler
Weltmeisterschaften
- 2003 Portugal – Vize-Weltmeister (Most Valuable Player = wertvollster Spieler der WM 2003)
- 2007 Deutschland – Weltmeister

Europameisterschaften
- 1998 Italien – Dritter
- 2002 Schweden – Vize-Europameister
- 2004 Slowenien – Europameister

Olympische Spiele
- 2004 Athen – Silbermedaille

weitere Erfolge
- Beachhandball Saarlandmeister, mit dem Team 73
- EHF-Cup-Sieger 2006, mit dem TBV Lemgo
- Deutscher Meister 2003, mit dem TBV Lemgo
- DHB-Pokalsieger 2002, mit dem TBV Lemgo
- Handballer des Jahres 2001
- Champions-League-Sieger 2000, mit dem FC Barcelona (gegen THW Kiel)
- Spanischer Meister 2000, mit dem FC Barcelona
- Spanischer Pokalsieger 2000, mit dem FC Barcelona
- Supercup-Gewinner 1998 und 2001, mit der Nationalmannschaft
- City-Cup-Sieger 1995, mit dem TV Niederwürzbach
- Mitglied der Hall of Fame der Europäischen Handballföderation seit 2023[8]

## Bundesligabilanz
| Saison    | Verein             | Spielklasse | Spiele | Tore | 7-Meter | Feldtore |
| --------- | ------------------ | ----------- | ------ | ---- | ------- | -------- |
| 1988–1991 | VfL Fredenbeck     | Bundesliga  | 84     | 189  | 0       | 189      |
| 1991–1999 | TV Niederwürzbach  | Bundesliga  | 241    | 917  | 19      | 898      |
| 2001–2007 | TBV Lemgo          | Bundesliga  | 207    | 913  | 0       | 913      |
| 2007–2009 | Rhein-Neckar Löwen | Bundesliga  | 68     | 189  | 0       | 189      |
| 1988–2009 | gesamt             | Bundesliga  | 600    | 2208 | 19      | 2189     |

## Engagement
Seit 2012 ist Schwarzer Schirmherr des Ronald McDonald Hauses in Homburg.

## Sonstiges
Sein Sohn Kian spielt ebenfalls Handball.
Seit Juni 2021 gibt Christian Schwarzer im Podcast "Erhellendes von Blacky Schwarzer" regelmäßig Einblicke ins Handball-Geschehen. Während der Weltmeisterschaft im Januar 2023 erwähnte Schwarzer im Gespräch mit Moderator Ralf Kohler, er sei kein Freund davon, Schiedsrichterinnen bei den Männern, insbesondere bei der Männer-WM pfeifen zu lassen („Keine Ahnung, wie man da auf die Idee gekommen ist, Frauen bei den Männern pfeifen zu lassen. Ich hätte es nicht gemacht, weil die können bei den Frauen pfeifen und die Männer pfeifen bei den Männern“). Für die WM nominiert worden waren unter anderem die deutschen Schwestern Meike Merz/Tanja Kuttler. Trotz heftigen Gegenwinds in Medien und Sozialen Medien bekräftigte Schwarzer in der nächsten Folge seine Einschätzung.